# هيرب دونالدسون
هيرب دونالدسون (بالإنجليزية: Herb Donaldson)‏ هو لاعب كرة قدم أمريكية أمريكي، ولد في 13 ديسمبر 1985 في سانت لويس في الولايات المتحدة.

## وصلات خارجية
- هيرب دونالدسون على موقع مرجع كرة القدم المحترفة.كوم (الإنجليزية)